# Ligue des champions arabes de football 2004-2005
Navigation
Édition précédente Édition suivante
La Ligue des champions arabes 2004-2005 est la deuxième édition de la Ligue des champions arabes, la compétition mise en place par l'UAFA. Les meilleures équipes du monde arabe participent à cette compétition.
Cette édition voit le sacre des Saoudiens d'Al Ittihad Djeddah qui bat en finale le tenant du titre, le club tunisien du CS sfaxien. C'est le premier succès en Ligue des champions arabes pour le club.
Changement par rapport à l'édition précédente puisque la phase de groupe des quarts de finale est remplacée par des duels en aller-retour.

## Tour préliminaire
| Équipe 1             | Résultat | Équipe 2                 | Aller  | Retour |
| -------------------- | -------- | ------------------------ | ------ | ------ |
| Tishreen SC          | 0 - 5    | Ismaily SC               | 0 - 3  | 0 - 3  |
| Al Ahly Doha         | 5 - 1    | Al Hussein Irbid         | 3 - 0  | 2 - 1  |
| Al-Karamah SC        | 0 - 1    | Zamalek SC               | 0 - 0  | 0 - 1  |
| Al Ittihad Tripoli   | 1 - 3    | NA Hussein Dey           | 1 - 2  | 0 - 1  |
| ASAC Concorde        | 0 - 4    | ES Sétif                 | 0 - 2  | 0 - 2  |
| Al Muharraq Club     | 2 - 3    | MC Alger                 | 0 - 1  | 2 - 2  |
| Al Ahed Beyrouth     | 1 - 3    | Club africain            | 1 - 1  | 0 - 2  |
| Al Olympic Zaouia    | 1 - 4    | Ghazl El Mahallah        | 1 - 2  | 0 - 2  |
| Mascate Club         | 2 - 4    | CA bizertin              | 1 - 1  | 1 - 3  |
| Riffa Club           | 1 - 3    | WAC Casablanca           | 0 - 1  | 1 - 2  |
| Qadsia Sporting Club | 1 - 1e   | Al Faysali Amman         | 1 - 1  | 0 - 0  |
| Koweït SC            | 2 - 1    | AS Salé                  | 2 - 0  | 0 - 1  |
| Al Nejmeh Beyrouth   | 1 - 7    | CS sfaxien (T)           | 0 - 1  | 1 - 6  |
| Al Aqsa              | 2 - 4    | Al Ahly Djeddah          | 1 - 3  | 1 - 1  |
| Al Hilal Riyad       | 18 - 0   | AS Gendarmerie Nationale | 11 - 0 | 7 - 0  |
| Al Ittihad Djeddah   | 12 - 0   | Al Sha'ab Ibb            | 10 - 0 | 2 - 0  |

## Premier tour

### Groupe 1
| Rang | Équipe     | Pts | J | G | N | P | Bp | Bc | Diff |  | Résultats (▼ dom., ► ext.) | Sfa | MCA | Zam | Kuw |
| ---- | ---------- | --- | - | - | - | - | -- | -- | ---- |  | -------------------------- | --- | --- | --- | --- |
| 1    | CS sfaxien | 13  | 6 | 4 | 1 | 1 | 13 | 3  | +10  |  | CS sfaxien                 |     | 4-0 | 2-0 | 1-0 |
| 2    | MC Alger   | 10  | 6 | 3 | 1 | 2 | 6  | 12 | -6   |  | MC Alger                   | 2-1 |     | 0-0 | 3-2 |
| 3    | Zamalek SC | 9   | 6 | 2 | 3 | 1 | 9  | 5  | +4   |  | Zamalek SC                 | 1-1 | 5-0 |     | 2-1 |
| 4    | Koweït SC  | 1   | 6 | 0 | 1 | 5 | 4  | 12 | -8   |  | Koweït SC                  | 0-4 | 0-1 | 1-1 |     |

### Groupe 2
| Rang | Équipe             | Pts | J | G | N | P | Bp | Bc | Diff |  | Résultats (▼ dom., ► ext.) | Itt | Ahl | Set | Gha |
| ---- | ------------------ | --- | - | - | - | - | -- | -- | ---- |  | -------------------------- | --- | --- | --- | --- |
| 1    | Al Ittihad Djeddah | 13  | 6 | 4 | 1 | 1 | 12 | 6  | +6   |  | Al Ittihad Djeddah         |     | 1-1 | 2-0 | 2-1 |
| 2    | Al Ahly Doha       | 9   | 6 | 2 | 3 | 1 | 8  | 6  | +2   |  | Al Ahly Doha               | 3-2 |     | 1-1 | 2-0 |
| 3    | ES Sétif           | 8   | 6 | 2 | 2 | 2 | 4  | 5  | -1   |  | ES Sétif                   | 0-2 | 1-0 |     | 2-0 |
| 4    | Ghazl El Mahallah  | 2   | 6 | 0 | 2 | 4 | 3  | 10 | -7   |  | Ghazl El Mahallah          | 1-3 | 1-1 | 0-0 |     |

### Groupe 3
| Rang | Équipe           | Pts | J | G | N | P | Bp | Bc | Diff |  | Résultats (▼ dom., ► ext.) | Ism | Hil | CA  | Fay |
| ---- | ---------------- | --- | - | - | - | - | -- | -- | ---- |  | -------------------------- | --- | --- | --- | --- |
| 1    | Ismaily SC       | 16  | 6 | 5 | 1 | 0 | 11 | 5  | +6   |  | Ismaily SC                 |     | 2-0 | 2-1 | 2-1 |
| 2    | Al Hilal Riyad   | 8   | 6 | 2 | 2 | 2 | 8  | 8  | 0    |  | Al Hilal Riyad             | 1-1 |     | 3-1 | 2-1 |
| 3    | Club africain    | 7   | 6 | 2 | 1 | 3 | 5  | 7  | -2   |  | Club africain              | 1-2 | 1-0 |     | 0-0 |
| 4    | Al Faysali Amman | 2   | 6 | 0 | 2 | 4 | 5  | 9  | -4   |  | Al Faysali Amman           | 1-2 | 2-2 | 0-1 |     |

### Groupe 4
| Rang | Équipe          | Pts | J | G | N | P | Bp | Bc | Diff |  | Résultats (▼ dom., ► ext.) | WAC | Ahl | Hus | Biz |
| ---- | --------------- | --- | - | - | - | - | -- | -- | ---- |  | -------------------------- | --- | --- | --- | --- |
| 1    | WAC Casablanca  | 9   | 6 | 2 | 3 | 1 | 7  | 4  | +3   |  | WAC Casablanca             |     | 1-1 | 3-0 | 1-0 |
| 2    | Al Ahly Djeddah | 8   | 6 | 1 | 5 | 0 | 6  | 5  | +1   |  | Al Ahly Djeddah            | 1-1 |     | 1-1 | 1-0 |
| 3    | NA Hussein Dey  | 7   | 6 | 1 | 4 | 1 | 9  | 9  | 0    |  | NA Hussein Dey             | 1-1 | 2-2 |     | 3-0 |
| 4    | CA bizertin     | 5   | 6 | 1 | 2 | 3 | 3  | 7  | -4   |  | CA bizertin                | 1-0 | 0-0 | 2-2 |     |

## Phase finale

### Quarts de finale
| Équipe 1        | Résultat      | Équipe 2           | Aller | Retour |
| --------------- | ------------- | ------------------ | ----- | ------ |
| Al Ahly Doha    | 2 - 4         | CS sfaxien (T)     | 1 - 2 | 1 - 2  |
| MC Alger        | 1 - 1 4-5 tab | Al Ittihad Djeddah | 1 - 0 | 0 - 1  |
| Al Ahly Djeddah | 2 - 1         | Ismaily SC         | 2 - 0 | 0 - 1  |
| Al Hilal Riyad  | 2 - 1         | WAC Casablanca     | 1 - 0 | 1 - 1  |

### Demi-finales
| Équipe 1        | Résultat | Équipe 2           | Aller | Retour |
| --------------- | -------- | ------------------ | ----- | ------ |
| Al Ahly Djeddah | 4 - 7    | CS sfaxien (T)     | 0 - 3 | 4 - 4  |
| Al Hilal Riyad  | 1 - 3    | Al Ittihad Djeddah | 0 - 1 | 1 - 2  |

### Troisième place
| Équipe 1       | Résultat | Équipe 2        |
| -------------- | -------- | --------------- |
| Al Hilal Riyad | 5 - 3    | Al Ahly Djeddah |

### Finale
| Équipe 1   | Résultat | Équipe 2           | Aller | Retour |
| ---------- | -------- | ------------------ | ----- | ------ |
| CS sfaxien | 1 - 4    | Al Ittihad Djeddah | 0 - 2 | 1 - 2  |